# Gandhal, Raichur
Gandhal là một làng thuộc tehsil Raichur, huyện Raichur, bang Karnataka, Ấn Độ.